# 明懸尼寺
明懸尼寺（めいけんにじ）は、中国の洛陽城の東にかつてあった仏教寺院。
北魏の彭城王元勰の命により建立された。洛陽の建春門の外の石橋の南にあった。三層の塔が1カ所あった。寺の東に常満倉があり、孝文帝のときに租場となり、北魏朝の貢賦が集積されるところとなった。